# Strzelectwo na Igrzyskach Azjatyckich 2018
Strzelectwo na Igrzyskach Azjatyckich 2018 – jedna z dyscyplin rozgrywana podczas igrzysk azjatyckich w Dżakarcie i Palembangu. Zawody odbyły się w dniach 19 –26 sierpnia w Jakabaring Sport City w Palembangu. Do rywalizacji w dwudziestu konkurencjach przystąpiło 427 zawodników z 33 państw.

## Uczestnicy
W zawodach wzięło udział 427 zawodników z 33 państw.
| Reprezentacja                | Liczba zawodników |
| ---------------------------- | ----------------- |
| Arabia Saudyjska             | 7                 |
| Bahrajn                      | 7                 |
| Bangladesz                   | 17                |
| Chiny                        | 30                |
| Chińskie Tajpej              | 13                |
| Filipiny                     | 4                 |
| Hongkong                     | 4                 |
| Indie                        | 28                |
| Indonezja                    | 30                |
| Iran                         | 19                |
| Japonia                      | 18                |
| Katar                        | 20                |
| Kazachstan                   | 23                |
| Kirgistan                    | 9                 |
| Korea Południowa             | 28                |
| Korea Północna               | 9                 |
| Kuwejt                       | 10                |
| Laos                         | 3                 |
| Liban                        | 3                 |
| Malediwy                     | 5                 |
| Malezja                      | 9                 |
| Mjanma                       | 4                 |
| Mongolia                     | 14                |
| Nepal                        | 3                 |
| Oman                         | 20                |
| Pakistan                     | 12                |
| Singapur                     | 10                |
| Tadżykistan                  | 7                 |
| Tajlandia                    | 21                |
| Timor Wschodni               | 2                 |
| Uzbekistan                   | 5                 |
| Wietnam                      | 19                |
| Zjednoczone Emiraty Arabskie | 14                |
| 33 reprezentacji             | 427               |

## Medaliści
| Konkurencja                                     | Złoto                       | Srebro                       | Brąz                            |           |
| Mężczyźni                                       | Mężczyźni                   | Mężczyźni                    | Mężczyźni                       | Mężczyźni |
| ----------------------------------------------- | --------------------------- | ---------------------------- | ------------------------------- | --------- |
| Karabin pneumatyczny z 10 m                     | Yang Haoran                 | Deepak Kumar                 | Lu Shao-chuan                   | [ 3 ]     |
| Karabin małokalibrowy w trzech postawach z 50 m | Hui Zicheng                 | Sanjeev Rajput               | Takayuki Matsumoto              | [ 4 ]     |
| Karabin standardowy z 300 m                     | Choi Young-jeon             | Hussain Ghuwayli Al-Harbi    | Lee Wong-yu                     | [ 5 ]     |
| Pistolet pneumatyczny z 10 m                    | Saurabh Chaudhary           | Tomoyuki Matsuda             | Abhishek Verma                  | [ 6 ]     |
| Pistolet szybkostrzelny z 25 m                  | Yao Zhaonan                 | Lin Junmin                   | Kim Jun-hong                    | [ 7 ]     |
| Trap                                            | Yang Kun-pi                 | Lakshay                      | Ahn Dae-myeong                  | [ 8 ]     |
| Trap podwójny                                   | Shin Hyun-woo               | Shardul Vihan                | Hamad Ali Al-Marri              | [ 9 ]     |
| Skeet                                           | Mansour Al-Rashidi          | Jin Di                       | Saif Al-Masoori                 | [ 10 ]    |
| Ruchoma tarcza z 10 m                           | Jeong You-jin               | Pak Myong-won                | Ngô Hữu Vượng                   | [ 11 ]    |
| Mieszana ruchoma tarcza z 10 m                  | Pak Myong-won               | Muhammad Sejahtera Dwi Putra | Gan Yu                          | [ 12 ]    |
| Kobiety                                         |                             |                              |                                 |           |
| Karabin pneumatyczny z 10 m                     | Zhao Ruozhu                 | Jung Eun-hea                 | Ganchujag Nandinzaja            | [ 13 ]    |
| Karabin małokalibrowy w trzech postawach z 50 m | Ganchujag Nandinzaja        | Chuluunbadrach Narantuja     | Mahlagha Jambozorg              | [ 14 ]    |
| Pistolet pneumatyczny z 10 m                    | Wang Qian                   | Kim Min-jung                 | Heena Sidhu                     | [ 15 ]    |
| Pistolet dowolny z 25 m                         | Rahi Jeevan Sarnobat        | Naphaswan Yangpaiboon        | Kim Min-jung                    | [ 16 ]    |
| Trap                                            | Zhang Xinqiu                | Kang Gee-eun                 | Ray Bassil                      | [ 17 ]    |
| Trap podwójny                                   | Li Qingnian                 | Bai Yiting                   | Marija Dmitrijenko              | [ 18 ]    |
| Skeet                                           | Sutiya Jiewchaloemmit       | Wei Meng                     | Kim Min-ji                      | [ 19 ]    |
| Mikst                                           |                             |                              |                                 |           |
| Drużynowy karabin pneumatyczny z 10 m           | Lin Ying-shin Lu Shao-chuan | Yang Haoran Zhao Ruozhu      | Apurvi Chandela Ravi Kumar      | [ 20 ]    |
| Drużynowy pistolet pneumatyczny z 10 m          | Ji Xiaojing Wu Jiayu        | Kim Min-jung Lee Dae-myung   | Lê Thị Linh Chi Trần Quốc Cường | [ 21 ]    |
| Trap Drużynowy                                  | Ray Bassil Alain Moussa     | Lin Yi-chun Yang Kun-pi      | Du Yu Wang Xiaojing             | [ 22 ]    |

## Tabela medalowa
| Pozycja | Reprezentacja                | Złoto | Srebro | Brąz | Razem |
| ------- | ---------------------------- | ----- | ------ | ---- | ----- |
| 1.      | Chiny                        | 8     | 5      | 2    | 15    |
| 2.      | Korea Południowa             | 3     | 4      | 5    | 12    |
| 3.      | Indie                        | 2     | 4      | 3    | 9     |
| 4.      | Chińskie Tajpej              | 2     | 1      | 1    | 4     |
| 5.      | Mongolia                     | 1     | 1      | 1    | 3     |
| 6.      | Korea Północna               | 1     | 1      | 0    | 2     |
| 6.      | Tajlandia                    | 1     | 1      | 0    | 2     |
| 8.      | Liban                        | 1     | 0      | 1    | 2     |
| 9.      | Kuwejt                       | 1     | 0      | 0    | 1     |
| 10.     | Japonia                      | 0     | 1      | 1    | 2     |
| 11.     | Arabia Saudyjska             | 0     | 1      | 0    | 1     |
| 11.     | Indonezja                    | 0     | 1      | 0    | 1     |
| 13.     | Wietnam                      | 0     | 0      | 2    | 2     |
| 14.     | Iran                         | 0     | 0      | 1    | 1     |
| 14.     | Katar                        | 0     | 0      | 1    | 1     |
| 14.     | Kazachstan                   | 0     | 0      | 1    | 1     |
| 14.     | Zjednoczone Emiraty Arabskie | 0     | 0      | 1    | 1     |
| Razem   | Razem                        | 20    | 20     | 20   | 80    |